# آدم (فیلم ۱۹۳۹)

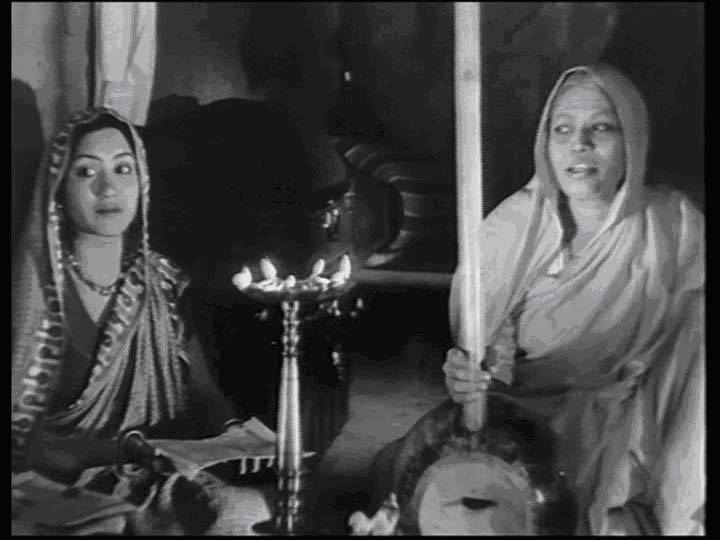
تصویری از یک سکانس در فیلم

آدم (به هندی: Manoos) فیلمی محصول سال ۱۹۳۹ و به کارگردانی وی. شانتارام است. در این فیلم بازیگرانی همچون شاهو موداک، ام.س. سونداری بای، شانتا هوبلیکار، رام ماراته ایفای نقش کرده‌اند.